# Lorn (Musiker)
Marcos Ortega (* 1986 in Normal (Illinois)), besser bekannt unter seinem Künstlernamen Lorn, ist ein US-amerikanischer Elektromusiker. Seine Karriere als Musiker begann, als er durch Flying Lotus bei dem Musiklabel Brainfeeder unter Vertrag genommen wurde und 2010 sein erstes Album Nothing Else rausbrachte, welches von Chris Clark das Mastering erhielt.

## Diskographie

### Alben
- Nothing Else (Brainfeeder, 2010)
- Ask the Dust (Ninja Tune, 2012)
- Killzone: Shadow Fall (Official Game Soundtrack). Insgesamt 31 Soundtracks davon die ersten 18 von Tyler Bates (ISA repräsentierend) die nachfolgenden 13 von Lorn (Helghast repräsentierend) (Sony Computer Entertainment Europe, Ninja Tune 2014)
- Vessel (Wednesday Sound, 2015)
- A/D, Music for Picture (Wednesday Sound, 2017)
- REMNANT (Wednesday Sound, 2018)
- DROWN THE TRAITOR WITHIN (Wednesday Sound, 2019)

### EPs
- 7&13 (Wednesday Sound, 2006)
- Grief Machine (VGR France, 2007)
- None an Island (Brainfeeder, 2010)
- DRUGS I – IV (Wednesday Sound, 2011) – mit Dolor
- Debris (Ninja Tune, 2013)
- The Maze to Nowhere (Wednesday Sound, 2014)
- The Maze to Nowhere, part 2 (Wednesday Sound, 2014)
- The Maze to Nowhere, part 3 (Wednesday Sound, 2015)
- DRUGS V – VI (Wednesday Sound, 2016)
- ZERO BOUNCE (Wednesday Sound, 2020) – mit Dolor
- THE MAP (Wednesday Sound, 2020)

### Singles
- "Cherry Moon" (Brainfeeder, 2010)
- "Weigh Me Down" (Ninja Tune, 2012)
- "Ghosst(s)" (Ninja Tune, 2012)
- "GUARDIAN" (Wednesday Sound, 2020)
- "THE MAP" (Wednesday Sound, 2020)

### Compilations
- Self Confidence Vol. 1 (Wednesday Sound, 2008)
- Self Confidence Vol. 2 (Wednesday Sound, 2011)
- Self Confidence Vol. 3 (Wednesday Sound, 2013)
- Certain Limbs (2014)
- RARITIES (Wednesday Sound, 2019)

### Remixes
- Epcot – "And I Could Die Tonight (Lorn Remix)" von Heroes Remixes (2009)
- Jammer – "Better Than (Lorn Remix)" von Better Than (Remixes) (2010)
- Deru – "Peanut Butter & Patience (Lorn Remix)" von Peanut Butter & Patience (2010)
- Eskmo – "Come Back (Lorn Remix)" von Cloudlight / Come Back (2010)
- Amon Tobin – "The Clean Up (Lorn Remix)" von Chaos Theory Remixed: The Soundtrack to Splinter Cell 3D (2011)
- Amon Tobin – "Hokkaido (Lorn Remix)" von Chaos Theory Remixed: The Soundtrack to Splinter Cell 3D (2011)
- Gidgetsparks – "Micro Chip Laugh (Lorn Remix)" from Henry's Memories (2012)

### Musikvideos
- "Weigh Me Down" aus Ask the Dust, veröffentlicht über Ninja Tune (2012)
- "Ghosst(s)" aus Ask the Dust, veröffentlicht über Ninja Tune (2012)
- "Diamond" aus Ask the Dust, veröffentlicht über Ninja Tune (2012)
- "Until There Is No End" aus Nothing Else (2014)
- "Acid Rain" aus The Maze to Nowhere, part 2, gefilmt im Cadillac Jack's Diner im Sun Valley, veröffentlicht über R113 (2015)
- "Anvil" aus Vessel, veröffentlicht über GERIKO (2016)
- "Timesink" aus DROWN THE TRAITOR WITHIN, veröffentlicht über Dragger (2020)
- "PAWO" veröffentlicht über Lorns Youtube-Kanal (2021)
- "SILHOUETTE" veröffentlicht über Lorns Youtube-Kanal (2021)
- "PERFEKT DARK" veröffentlicht über Lorns Youtube-Kanal (2022)[2]
- "ENTROPYYY" veröffentlicht über Lorns Youtube-Kanal (2022)

### Mitwirkung in Videospielen
- Gran Turismo 5 (2010) – featured, z. B. die Single "Cherry Moon"
- LittleBigPlanet 2 (2011) – featured track "Automaton"
- Dirt 3 (2011) – Beiträge
- Sleeping Dogs (2012) – featured
- Killzone: Shadow Fall (2013) – Komponist
- Furi (2016) – Beiträge
- The Last Night (TBA) – Komponist

### Mitwirkung in Filmen
- Elysium (2013)
- Frank & Lola (2016)
- Ghost in the Shell (2017) – Komponist: Für zusätzliche Musik

### Videos
- Lorn interview, Viral Video Gang, 2021 auf YouTube
- Lorn interview - Killzone Shadow Fall Music Production BTS, Killzone, 2014 auf YouTube